# آدریانو (بازیکن فوتبال، زاده ۱۹۶۹)
آدریانو (انگلیسی: Adriano؛ زادهٔ ۷ فوریهٔ ۱۹۶۹) بازیکن فوتبال اهل برزیل است.
از باشگاه‌هایی که در آن بازی کرده‌است می‌توان به باشگاه فوتبال فلامینگو اشاره کرد.